# إبراهيم القحومي
إبراهيم القحومي ممثل إماراتي.

## عن الممثل
هو عضو مجلس إدارة جمعية دبا للثقافة و الفنون و المسرح، ومؤسس فرقة المسرح الجامعي بجامعة عجمان للعلوم و التكنولوجيا في الفجيرة. بدأ التمثيل من خلال انخراطه في الورش المسرحية بمدينة دبا الفجيرة وبدأ بحصد الجوائز التي تعزز وتأكد تميزه. شارك في عدد من المسلسلات الدرامية التلفزيونية منها: أهمها حاير طاير والقياضة وعلى قد الحال .

## أعماله

### من المسرحيات
ممثل
- لحن الوفاء..2005
- خفايا جبال.. 2006
- أفا.. 2007
- سلة الحلويات.. 2009
- بحسن نية..2010
- فاصل ونواصل.. 2010
- الفلاح الطيب..2010
- عجوزآن.. 2012
- الطوفان.. 2013
- أوركسترا.. 2014
- الحفار..2014
- الليل نسي نفسه..2016

تجارب الإخراج
- مساء للموت ..2015[2]
- الليل نسي نفسه..2016[3]
- صدأ ..2018

| سنة الإنتاج | المسلسل      | الشخصية | بمشاركة                                                 |
| ----------- | ------------ | ------- | ------------------------------------------------------- |
| 2005        | حاير طاير    |         | جابر نغموس، مرعي الحليان، محمد المنصور،سيف الغانم       |
| 2013        | القياضة      | سبيت    | ،، سيف الغانم، فاطمة الحوسني، شهاب جوهر                 |
| 2015        | القياضة 2    | سبيت    | فاطمة الحوسني، حسن رجب،ميثم بدر، عبد الله الباروني      |
| 2016        | خيانة وطن    |         | جاسم النبهان،حبيب غلوم، مرعي الحليان ،صالح زعل          |
| 2017        | على قد الحال | غانم    | سعاد علي، مرعي الحليان، بدرية أحمد،منصور الفيلي         |
| 2017        | طماشة 6      |         | جابر نغموش ، أحمد الأنصاري ،رزيقة الطارش ،فاطمة الحوسني |
| 2020        | الشهد المّر   |         | إبراهيم الحساوي ، هيفاء حسين ،زهرة عرفات ،حبيب غلوم     |
| 2020        | مفتاح القفل  |         | جابر نغموش ، ميس كمر ،رزيقة الطارش                      |

## الجوائز
- جائزة لجنة التحكيم الخاصة بمهرجان الإمارات لمسرح الطفل 2023.[4]
- جائزة أفضل ممثل في مهرجان الإمارات للمسرح الجامعي 2010 و2012 و 2014.
- جائزة أفضل ممثل واعد في مهرجان أيام الشارقة المسرحية 2013.
- أفضل إخراج في مهرجان دبي لمسرح الشباب 2015
- جائزة الإخراج التقديرية في مهرجان شرم الشيخ الدولي لمسرح الشباب عن مسرحية مساء الموت.
- جائزة الممثل الواعد في مهرجان فاس عن مسرحية بحسن نية 2010.